# Тифенорт
Тифенорт (нем. Tiefenort) — община в Германии, в земле Тюрингия. 
Входит в состав района Вартбург.  Население составляет 4111 человек (на 31 декабря 2010 года). Занимает площадь 34,71 км².
Община подразделяется на 5 сельских округов.